# Юрівська сільська рада (Олевський район)
Юрівська сільська рада — колишня адміністративно-територіальна одиниця та орган місцевого самоврядування в Олевському районі Коростенської і Волинської округ, Київської й Житомирської областей Української РСР та України з адміністративним центром у с. Юрове.

## Населені пункти
Сільській раді були підпорядковані населені пункти:
- с. Юрове

## Населення
Кількість населення ради станом на 1923 рік становила 1 390 осіб, кількість дворів — 258.
Відповідно до результатів перепису населення СРСР, кількість населення ради станом на 12 січня 1989 року становила 874 особи.
Станом на 5 грудня 2001 року, відповідно до перепису населення України, кількість мешканців сільської ради становила 721 особу.

### Мова
Розподіл населення за рідною мовою за даними перепису 2001 року:
| Мова       | Відсоток |
| ---------- | -------- |
| українська | 99,31 %  |
| російська  | 0,55 %   |
| білоруська | 0,14 %   |

## Склад ради
Рада складалася з 14 депутатів та голови.

### Керівний склад сільської ради
| ПІБ                   | Основні відомості                                                                | Дата обрання | Дата звільнення |
| --------------------- | -------------------------------------------------------------------------------- | ------------ | --------------- |
| Талах Ігор Васильович | Сільський голова, 1969 року народження, освіта, член Української Народної Партії | 26.03.2006   | 31.10.2010      |
| Талах Ігор Васильович | Сільський голова, 1969 року народження, освіта вища, безпартійний                | 31.10.2010   |                 |

Примітка: таблиця складена за даними джерела

## Історія
Створена 1923 року в с. Юрова (Юрово, Юрове) Юрівської волості Овруцького повіту Волинської губернії. 7 березня 1923 року включена до складу новоутвореного Олевського району Коростенської округи. Станом на 17 грудня 1926 року в підпорядкуванні значилися хутори Балавші, Берлени, Бір, Божанка, Бутки, Бучок, Голишова Липа, Городець, Довжиця, Загаллє, Закунахов'є, Залози, Заріччя, Зелене Лядо, Кобилки, Котловиська, Криницьке, Крушина, Лозки, Ножка, Оси, Пенька, Рожанівка, Селець, Сковрошинь, Спросіка, Степаниця, Ступище, Турок та Шевцева Гора. На 1 жовтня 1941 року хутори Балавші, Берлени, Бір, Бутки, Бучок, Голишова Липа, Городець, Довжиця, Загаллє, Закунахов'є, Залози, Заріччя, Зелене Лядо, Кобилки, Котловиська, Криницьке, Крушина, Лозки, Ножка, Оси, Пенька, Рожанівка, Селець, Сковрошинь, Спросіка, Степаниця, Ступище, Турок та Шевцева Гора не перебували на обліку населених пунктів.
Станом на 1 вересня 1946 року та 1 січня 1972 року сільська рада входила до складу Олевського району Житомирської області, на обліку в раді перебувало с. Юрове.
11 серпня 1954 року, відповідно до указу Президії Верховної ради Української РСР «Про укрупнення сільських рад по Житомирській області», підпорядковано села Перга, Рудня-Перганська та Устинівка ліквідованої Перганської сільської ради Олевського району. Після 1954 року х. Бужанка не перебував на обліку населених пунктів. 10 червня 1958 року, відповідно до рішення Житомирського облвиконкому № 548 «Про внесення змін в адміністративно-територіальний поділ Олевського і Новоград-Волинського районів», села Перга та Рудня-Перганська передані до складу Хочинської сільської ради, с. Устинівка — до складу Замисловицької сільської ради Олевського району.
Ліквідована 17 січня 2017 року через об'єднання до складу Олевської міської територіальної громади Олевського району Житомирської області.